# Намака (спутник)
Намака — меньший из двух спутников Хаумеа.

## История открытия
Намака была открыта 30 июня 2005 года группой астрономов из обсерватории Кека на снимках Хаумеа, сделанных 1 марта, 27 мая и 29 июня того же года. Сообщение об открытии сделано 7 ноября 2005 года. Первоначально спутнику было дано прозвище Блитцен по имени одного из оленей Санта-Клауса. 17 сентября 2008 года присвоено официальное название Намака — в честь духа воды в гавайской мифологии, которая была одной из дочерей Хаумеа.

## Орбита
Намака совершает полный оборот вокруг Хаумеа на расстоянии в среднем 25 657 км за 18,2783 дня. Орбитальные элементы довольно быстро изменяются. Орбита имеет эксцентриситет 0,249.

## Физические характеристики
При условии, что альбедо Намаки такое же как у Хаумеа, её диаметр составляет около 170 км. Спутник состоит предположительно в основном изо льда, поэтому его плотность должна быть около 1 г/см³.